# Chapelle Saint-Jean du Faouët
Pour les articles homonymes, voir Chapelle Saint-Jean.
La chapelle Saint-Jean est une chapelle située au lieu-dit de « Saint-Jean » sur la commune du Faouët dans le Morbihan.

## Historique
La chapelle Saint-Jean était autrefois siège d'un établissement des Hospitaliers de l'ordre de Saint-Jean de Jérusalem.
L'enclos fait l’objet d’une inscription au titre des monuments historiques depuis le 22 juillet 1944.

## Architecture et ornements
La chapelle est construite en forme de croix latine. Des arcades doubles font communiquer le vaisseau principal avec les bras du transept. Elle est entourée d'un placître.
Le mobilier de la chapelle Saint-Jean est constitué d'une pietà en granit datant du XVIe siècle, d'une statue de l'Enfant Jésus, en bois polychrome du XVIIe siècle, d'une statue représentant sainte Anne, la Vierge à l'Enfant, en bois polychrome du XVIIe siècle, et d'un banc-coffre du XIXe siècle.